# Biserica ursulinelor din Innsbruck
Fosta biserică a ursulinelor din Innsbruck (în germană Ehemalige Ursulinenkirche) se află pe bulevardul Innrain. 
Surorile din Ordinul Ursulinelor au sosit la Innsbruck în anul 1691, la la inițiativa contelui Hieronymus Bernhard Ferrari d'Occhieppo, și au fondat aici încă de la început prima instituție de educație a fetelor catolice. În anii 1700-1705 surorile au reușit să construiască aici prima școală și mănăstire după planurile arhitectului Johann Martin Gumpp cel Bătrân.
Pentru a permite elevelor să învețe într-o școală modernă, surorile au vândut prin anii 1971/1979 vechea lor clădire și s-au mutat într-o clădire nouă din vestul orașului. Fosta biserică a ursulinelor a devenit începând din 1985 sală a băncii Raiffeisen, fiind folosită pentru celebrarea mai multor evenimente.